# Joseph Monin (sculpteur)
Ne doit pas être confondu avec Joseph Monin.
Joseph Monin, né le 4 août 1903 à Toulouse et mort, dans la même ville, le 31 mai 2000, est un sculpteur français.

## Biographie
En 1919, Joseph Monin entre à l’école des beaux-arts de Toulouse où il est l’élève d’Henry Parayre et travaille avec ses amis André Arbus et Marc Saint-Saëns, le petit-neveu du musicien. 
Ayant remporté le petit prix de Sculpture, il se rend à Paris en 1926. Il est étudiant à l’Académie de la Grande Chaumière et devient pendant trois ans l’élève d’Antoine Bourdelle.
En 1928, il expose au salon des Artistes méridionaux de Toulouse. Il collabore avec d’autres artistes comme Jean Druille (1906-1983).
En 1938 il entre à l’école des Beaux-Arts de Toulouse  comme professeur suppléant de décoration à l’atelier que dirige le sculpteur Henry Parayre. 
Mobilisé pour la guerre, il est fait prisonnier dans un stalag de Prusse-Orientale.
Démobilisé, il revient à l’école des Beaux Arts de Toulouse comme professeur de décoration en volume et en dessin à la section architecture. 
En 1948 il expose au Salon d’Automne à Paris. Il reçoit les Palmes académiques en 1953.
Il réalise des œuvres importantes pour l’E.N.S.E.H.T de Toulouse, l'INSA de Toulouse, le lycée Bellevue, la Faculté des sciences de Rangueil, le monument de l’Aéropostale à Montaudran.
Son art a continuellement évolué jusqu’à sa retraite, en 1973.

## Œuvres
- Femme à la grappe, 1946, Centre culturel de Toulouse
- Femme couchée ou La Garonne, ENSEEIHT, Toulouse, 1961
- Femme assise, INSA, Toulouse, 1967

### Autres sources
- Université de Toulouse